# Project Management Institute
Project Management Institute (zkratka PMI) je největší světová nezisková organizace, která se zabývá projektovým řízením. Organizaci v roce 1969 založili praktikující projektoví manažeři, kterým chyběla platforma, pomocí které by mohli sdílet své zkušenosti a přispět k rozvoji oboru. Nyní má více než 500 000 členů v 208 zemích.
Celosvětově funguje prostřednictvím lokálních komor, které jsou ve více než 80 zemích a pro které pracuje přes 10 000 dobrovolníků. Dobrovolníkem se může stát každý zájemce, není nutné mít odbornou praxi. 
V České republice pod hlavičkou PMI působí Česká komora PMI, která pořádá řadu zajímavých akcí pro zájemce o projektové řízení.

## Certifikace PMI
Project Management Institute postupem času vytvořil celou řadu uznávaných certifikací zaměřených na oblasti týkající se projektového řízení:
- Project Management Professional (PMP)
- Program Management Professional (PgMP)
- Certified Associate in Project Management (CAPM)
- Scheduling Professional (PMI-SP)
- Risk Management Professional (PMI-RMP)
- Agile Certified Practitioner (PMI-ACP)
- Portfolio Management Professional (PfMP)
- Professional in Business Analysis (PMI-PBA)

Pro získání certifikace je zpravidla nutné mít prokazatelnou praxi v daném oboru a úspěšně absolvovat test v angličtině v certifikovaném zkušebním centru.

## A Guide to the Project Management Body of Knowledge (PMBOK Guide)
Nejvýznamnější metodika PMI pro projektové řízení je popsána v publikaci A Guide to the Project Management Body of Knowledge (PMBOK Guide), aktuálně[kdy?] v šesté verzi. Publikace je pro členy PMI zdarma ke stažení na www.pmi.org.